# Hylas en de nimfen
Hylas and the nymphs (Hylas en de nimfen) is een schilderij van de prerafaëlitische Engelse kunstschilder John William Waterhouse, geschilderd in 1896, olieverf op doek, 98,2 × 163,3 centimeter. Het toont de argonaut Hylas die verleid wordt door een aantal waternimfen. Het schilderij bevindt zich sinds 1896 in de collectie van de Manchester Art Gallery.

## Context en thema
Waterhouse schilderde zijn Hylas and the nymphs in 1896, toen hij zich op een hoogtepunt van zijn roem bevond. Hij hoefde geen werken meer in opdracht te maken, maar kon het zich veroorloven thema's te kiezen naar zijn eigen voorkeur. Die voorkeur richtte zich vooral op klassieke onderwerpen, vaak ontleend aan de Griekse mythologie. Zijn keuze voor het verhaal van Hylas, de knappe wapenknecht van Herakles, die verleid wordt door een zevental waternimfen, gaf hem alle gelegenheid zijn voorkeur tentoon te spreiden voor een mysterieuze oer-natuur, krachtige geïdealiseerde vrouwen en een enigszins dreigende atmosfeer, in dit geval verbeeld in het archetype van de femme fatale.
Het verhaal van Hylas de Dryopiër maakt deel uit van de mythe van Jason en de Argonauten. Hij is de gezel van Herakles en samen met hem  een van de Argonauten die met Jason op zoek zijn naar het Gulden Vlies.  Op het moment dat hij water haalt voor Jason, wordt hij plotseling omringd door een aantal nimfen, kan hun verleiding niet weerstaan en verdwijnt vervolgens in het niets. Jason en zijn Argonauten reizen verder zonder hem.

## Afbeelding
Mede afgaande op de titel, lijkt het centrale karakter van het schilderij in eerste instantie Hylas te zijn. Bij nadere beschouwing blijkt dit echter schijn. Waterhouse beeldt Hylas relatief donker af, bezien op de rug, en legt daarmee de werkelijke focus primair op de middelste nimf, die zijn arm al lieflijk vastheeft. Hiermee probeert hij welbewust het effect te creëren dat de kijker dezelfde bevangenheid voelt voor de nimfen die Hylas uiteindelijk fataal zal worden. De nadering van de andere nimfen, die een soort mengeling van ijdelheid en concentratie vertonen, versterken dit effect. Hylas buigt al naar voren. Het is onontkoombaar. Hij is gedoemd.

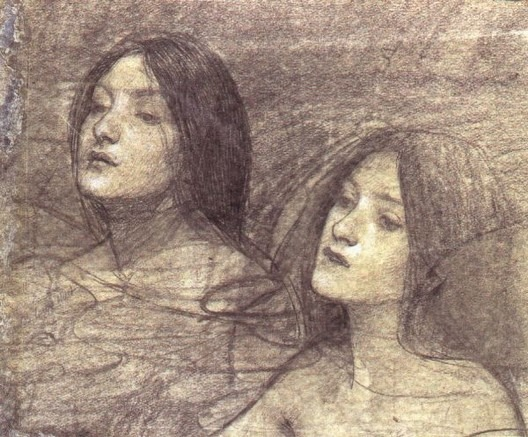
Studie voor twee nimfen

De kracht van Waterhouse' schilderij zit hem voor een belangrijk deel in de combinatie van een hyperrealistische schildertechniek in combinatie met een mysterieuze, onwerkelijke, bijna bovenaardse atmosfeer. De huid van de nimfen is de bron van alle licht en contrasteert met hun rossig-bruine haar en de dreigend donkere kleuren van de poel en de achtergrond. Kenmerkend voor Waterhouse is zijn uiterst gedetailleerde weergave van die achtergrond, zonder dat deze de aandacht wegtrekt van het centrale thema.
Waterhouse gebruikte een groot aantal figuren in zijn werk, maar het feit dat de nimfen sterk op elkaar lijken doet vermoeden dat hij werkte met slechts een beperkt aantal modellen. Deze gelijkheid draagt bij aan een sensueel-erotische ondertoon. De nimfen zijn naakt en bevinden zich allen in het water. Dat laatste maakte het onmogelijk voor Waterhouse om zijn modellen voor dit werk te laten poseren in zijn studio. Hij loste dit op door diverse schetsen te maken op locatie, op basis waarvan hij het schilderij voltooide in zijn studio. Een aantal van deze schetsen bevinden zich thans in het Ashmolean Museum te Oxford. Hylas is waarschijnlijk wel in zijn atelier geschilderd.
Hylas and the Nymphs werd in 1896 direct aangekocht door de Manchester Art Gallery, waar het zich nog steeds bevindt. Tegenwoordig wordt het beschouwd als een van Waterhouse belangrijkste werken en behoort het tot de topstukken van het museum. Kunstcriticus Christopher Wood noemde het in zijn boek Olympian Dreamers (1983) een van de klassieke werken uit zijn tijd.

## Trivia
Op 26 januari 2018 werd het naar het depot gebracht in wat curatrice Clare Gannaway een "artistieke daad" noemde in het licht van de #MeToo en #TimesUp campagnes tegen seksime. Op de plek waar het schilderij hing, konden bezoekers op papier aangeven hoe het museum met dergelijke schilderijen moest omgaan. Een en ander was onderdeel van een kunstproject van Sonia Boyce. Het merendeel van de commentaren steunde de actie niet. Acht dagen later, op 3 februari, werd het weer teruggehangen.